# Southwest Museum (Metro de Los Ángeles)
Southwest Museum es una estación en la línea A del Metro de Los Ángeles y es administrada por la Autoridad de Transporte Metropolitano del Condado de Los Ángeles. La estación se encuentra localizada en el noreste de Los Ángeles, California entre Marmion Way 57 y Museo Drive. La estación recibe su nombre por el Southwest Museum of the American Indian.

## Atracciones
- Audubon Center in Debs Park
- Carlin G. Smith Recreation Center
- Casa de Adobe
- Ramona Hall
- Autry National Center
- Sycamore Grove Park

## Conexiones de autobuses
- Metro Local: 81, 83